# Алекса Ненадовић
Алекса Ненадовић (Бранковина, око 1749 — Ваљево, 23. јануар/4. фебруар 1804) био је кнез тамнавско-посавске кнежине. Убијен је у Сечи кнезова крајем јануара 1804. (по старом, јулијанском календару) у Ваљеву.

## Биографија
Учествовао је у фрајкорима у време Кочине крајине. Укупно је провео 23 месеца, до 23. марта 1790. године. У новембру 1790. је добио пензију у износу од 15 форинти месечно од Аустрије као оберлајтнант.
Попут многих породица Србије XIX века и Ненадовићи потичу од досељеника са разних страна где живе Срби. Ненадовићи су пореклом од српског племена Бањани, из херцеговачког Бирча код Никшића (Стара Херцеговина).
Његови синови су прота Матеја Ненадовић и Сима Ненадовић, а брат Јаков Ненадовић.
Матија Ненадовић у Мемоарима наводи податак како се његов отац Алекса побратимио са једним бимбашом из Видина. Они су дошли да отму Београд Мустафа-паши, и савладани од српске војске која је бранила Мустафа-пашу, затворио се у цркву одакле се бранио. То братимљење му је спасило живот и Алекса му је помогао да се врати у Видин. Догађај се десио крајем 18. вијека. Асан-ага Сребренички и Ваљевски је наредио извршити атентат на Алексу Ненадовића. Како није успјео, а ствар се прочула, позван је од везира у Београд. Уплашио се и побратимио се с Алексом рекавши: Да си ми по Богу брат Алекса, што у и куд ћу сад? Алекса је свом непријатељу који му је припремао смрт и каснијем побратиму, помогао да побјегне у Босну, а касније је ага постао и паша.
Када је убијен, одсјекли су му главу и Мемед-ага Фочић ју је дао ставити, са осталим главама, на свој чардак. Ваљевски Турци (муслимани) који су имали добре односе са кнезовима су измолили његово тијело и предали су га родбини, који су га сахранили, без главе, поред цркве у Бранковини. Живан Јеротић из села Близоње је украо његову главу и вратио је родбину, па су га након три дана од сахране откопали и сахранили и главу са тијелом.
Место на коме су били посечени Ненадовић и Бирчанин био је означен крстом, али било је дозвољено да се на том месту изгради "ред месарница".
По њему је названа улица у Београду.

## Галерија
- Алекса Ненадовић
- Јаков Ненадовић
- Биста испред музеја у Ваљеву
- Обележје у улици Алексе Ненадовића у Београду